# Nuevos demócratas

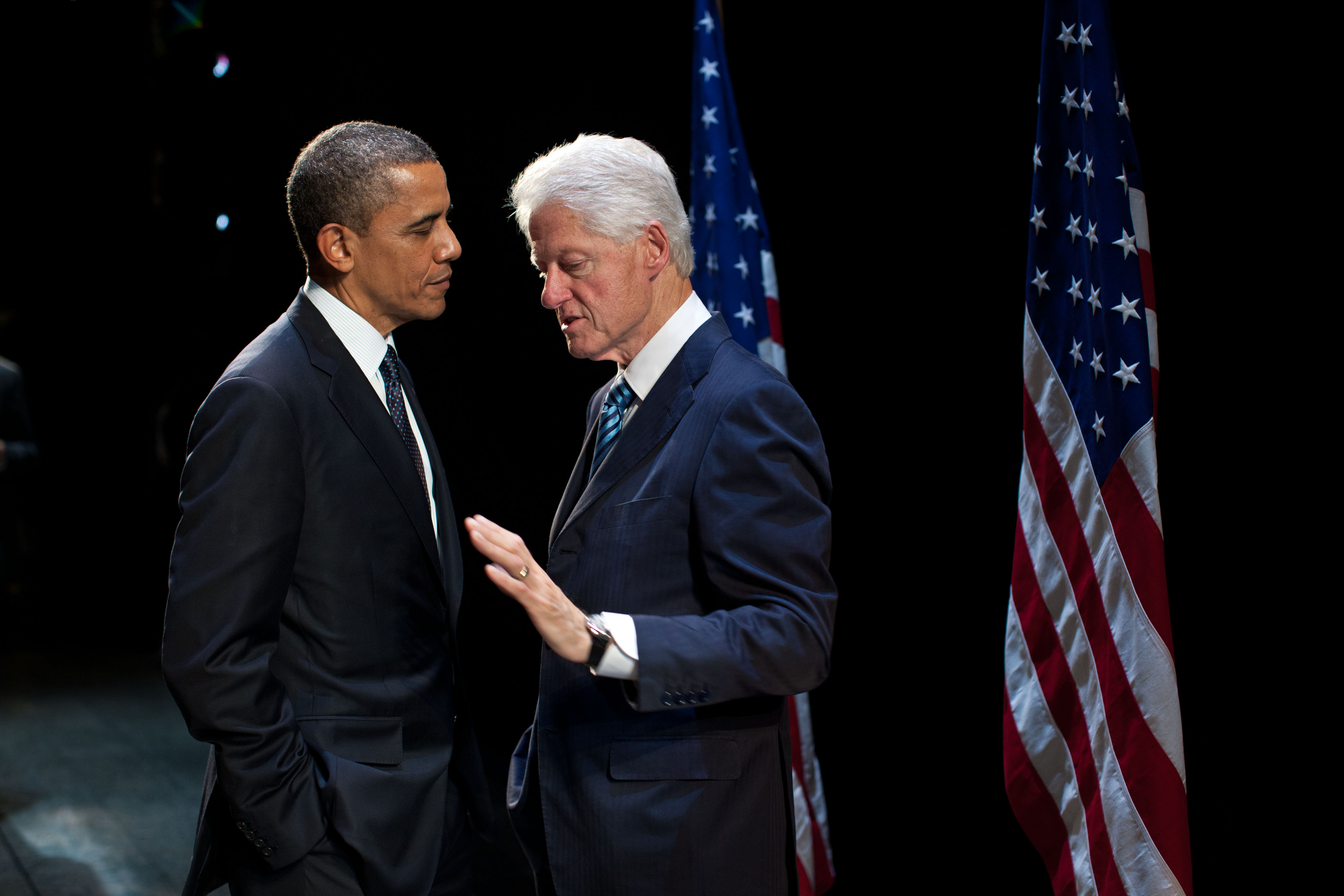
Barack Obama habla con Bill Clinton en el teatro New Amsterdam de Nueva York, el 4 de junio de 2012. Ellos son los dos presidentes demócratas del periodo de dominación del grupo conocido como «nuevos demócratas».

Los nuevos demócratas, también conocidos como demócratas centristas, demócratas de Clinton o demócratas moderados, son una facción ideológica relativamente centrista dentro del Partido Demócrata que emergió tras la victoria del republicano George H. W. Bush en las elecciones presidenciales de 1988. Descritos ellos mismos como «centristas», son una facción económicamente conservadora y «tercera vía», la cual dominó el partido alrededor de 20 años, empezando a finales de la década de 1980 después de que el electorado estadounidense virase a la derecha política y culminando a mediados de la década de 2010. Están representados por organizaciones tales como la New Democrat Network o la Coalición de Nuevos Demócratas.

## Historia

### Orígenes
Durante la crisis energética de los años 1970, Estados Unidos se enfrentó a una estanflación, es decir, a la vez un aumento de la inflación y una disminución del crecimiento económico.Las elecciones de mitad de mandato de 1974, según el historiador Brent Cebul, "son recordadas por la llegada de los 'Bebés de Watergate' a la Cámara de Representantes, pero la primera ola electoral de los Nuevos Demócratas fue aún más amplia y profunda... algunos funcionarios occidentales y nororientales como [Michael] Dukakis fueron apodados Demócratas de Atari gracias a su veneración por los nuevos sectores empresariales y de alta tecnología de la economía. Este grupo, que incluía a [Gary] Hart y al gobernador de California Jerry Brown, también se autodenominaban a veces 'Nuevos Liberales' en un esfuerzo por señalar su apoyo a los valores sociales liberales tradicionales, incluso cuando perseguían formas de gobierno orientadas al mercado y tal vez menos burocráticas". Otra "corriente principal" podría encontrarse en "el Sur, a menudo como demócratas conscientemente 'centristas'. Liderados por políticos como el senador de Georgia Sam Nunn, los centristas sureños se hacían eco de los demócratas sureños del pasado en su escepticismo respecto de los programas de bienestar social o de lucha contra la pobreza, y también esperaban estimular el futuro posindustrial y 'posracial' de la región".
Los Bebés de Watergate y los Demócratas de Atari encontraron un hilo conductor en el progresismo de la oferta. Las ideas que surgieron de la consulta con los "centristas del sur" se convirtieron en un "liberalismo de la oferta" que, según Cebul, terminó resultando una ilusión fiscal.Michael Dukakis y Jerry Brown, por ejemplo, destinaron impuestos a la propiedad para subsidiar una determinadas empresas emergentes en sectores industriales deprimidos. Esta subvención transformó los ingresos fiscales estatales para las finanzas públicas en capital de riesgo. Una vez que la primera ola de empresas emergentes lograra ganancias normales, la carga fiscal para las nuevas empresas se trasladaría de los inversores inmobiliarios y los propietarios de viviendas a las empresas iniciales. Brown y Dukakis también planeaban utilizar los ingresos del nuevo capital imponible para "infraestructura y educación". Durante las administraciones de Carter y Reagan, las revueltas fiscales de los votantes y la recesión de Volcker, junto con umbrales de ganancias desiguales para gravar a las empresas en expansión, aceleraron el traslado de la carga fiscal a toda la primera ola.
Incluso si estuvieron ausentes de la política partidaria durante uno o más ciclos electorales, los "liberales del lado de la oferta" podían hacer campaña, y lo hicieron, para reconciliar "la generación de empleos e impuestos con el espíritu de mercado de los años 1980" durante las campañas de reelección. Una vez de regreso en el poder durante la recesión de principios de los años 1980 en los Estados Unidos, Dukakis y su cohorte se distanciaron gradualmente del "liberalismo del lado de la oferta" tal como operaba antes de las revueltas fiscales. A partir de 1982, por ejemplo, Dukakis alteró el papel de su Massachusetts Technology Development Corporation (1978) de distribución de ingresos fiscales a "intermediar acuerdos" entre "empresas de alta tecnología y firmas de capital de riesgo con sede en Boston". Este cambio gradual disminuyó su propio papel en el consiguiente Milagro de Massachusetts, una piedra angular de su campaña durante la elección presidencial de los Estados Unidos de 1988. Por el contrario, los cambios de los años 1980 se convirtieron más tarde en principios clave de las plataformas Nuevo Demócratas.

### Consejo de Liderazgo Demócrata y el Instituto de Política Progresista
Después de las derrotas aplastantes ante el Partido Republicano liderado por Ronald Reagan y George H. W. Bush, un grupo de demócratas prominentes comenzó a creer que su partido estaba fuera de onda y necesitaba un cambio radical en la política económica y las ideas de gobierno.El Consejo de Liderazgo Demócrata (DLC) fue fundado en 1985 por Al From y un grupo de políticos y estrategas con ideas afines. Políticos demócratas prominentes como los senadores Al Gore y Joe Biden (ambos futuros vicepresidentes, y Biden, un futuro presidente) participaron en los asuntos del DLC antes de sus candidaturas para la nominación del Partido Demócrata de 1988.El DLC no quería que el Partido Demócrata estuviera "simplemente adoptando una postura intermedia", y en su lugar enmarcó sus ideas como "progresistas" y como una "Tercera Vía" para abordar los problemas de su época. Se pueden encontrar ejemplos de las iniciativas políticas del DLC en The New American Choice Resolutions.
En 1989, un grupo reformista progresista que incluía a Gary Hart y Eugene McCarthy utilizó brevemente la etiqueta de "Nuevo Demócrata".Ese mismo año, Will Marshall fundó el Instituto de Política Progresista (PPI) como un grupo de expertos para formular una nueva plataforma común para los Yellow Dogs, los Demócratas de Atari y los Bebés de Watergate. En 1990, el DLC cambió el nombre de su revista bimensual de The Mainstream Democrat a The New Democrat.El PPI, junto con el gobernador de Arkansas Bill Clinton y el DLC, introdujo posteriormente preceptos provisionales recopilados en una Declaración de Nueva Orleans. En 1992, los "Nuevos Demócratas" se habían asociado más ampliamente con esta Declaración, así como los partidarios demócratas que entrelazaron la variante Rainbow/PUSH del candidato presidencial Jesse Jackson con el momento Sister Souljah.
Las aspiraciones de un "liberalismo de la oferta" habían sido rechazadas tanto por los votantes como por los auditores estatales. Según Cebul, los rebautizados "Nuevos Demócratas" propugnaban "una veneración reflexiva del mercado como el garante esencial del progreso social". Primero intentaron acelerar el flujo de capital y dinero a través de una economía postindustrial. El PPI y el DLC pronosticaron la desregulación financiera y los recortes de impuestos como vías para facilitar el crecimiento de empresas en expansión que invirtieran en tecnología informática y de Internet. Estas empresas proporcionarían el capital de riesgo necesario para pavimentar las regiones industriales en crisis con empresas postindustriales emergentes. El papel del gobierno era eliminar cualquier obstáculo percibido. Teniendo en cuenta las lecciones de la resistencia fiscal, el grupo de expertos y el Consejo de Liderazgo de los Nuevos Demócratas también apuntaban a reducir el déficit federal y las tasas de interés, al tiempo que expandían la industria de títulos respaldados por hipotecas y el mercado de crédito para un sector inmobiliario que había rechazado rotundamente los impuestos a la propiedad. Los votantes que habían obstaculizado el "liberalismo de la oferta" se convertirían en una vanguardia de los Nuevos Demócratas.
Bill Clinton, el presidente del DLC que se refería al PPI como su "fábrica de ideas", se enfrentó a un dilema peculiar. Tuvo que sortear de alguna manera las preconcepciones de los votantes de que las leyes de desregulación financiera y las reducciones de impuestos a las ganancias de capital eran antitéticas al "progreso social", al tiempo que aceptaba el deber de la mayor pluralidad del partido, es decir, promover el objetivo partidario demócrata de mediados y fines del siglo XX de "progreso social". Cebul y otros académicos concluyen que el DLC, así como el PPI, y Clinton más específicamente, ofrecían una posible solución: presentar a "los pobres como empresarios no realizados y a las comunidades empobrecidas como 'nuevos mercados' sin explotar", combinando aparentemente la desregulación financiera con reclamos de "progreso social" en una política sincrética. Después de las elecciones de 1988 que perpetuaron la era Reagan, esto no parecía un objetivo tan controvertido para un nuevo líder del Partido Demócrata nacional.
Clinton necesitaba nuevos marcos para la economía política, la sociedad y la cultura, tanto para implementar como para sostener la solución que proponía. Buscó asesores de iure y de facto que, a su vez, fueran más allá de la política sincrética para lograr algunos aspectos de su visión. Primero tuvo que presentarse como candidato a la presidencia y los Nuevos Demócratas tuvieron que ocupar escaños en el Congreso. Clinton renunció a su cargo de presidente del DLC y se preparó para una campaña.La elección presidencial de 1992 tuvo lugar poco después del fin de la Guerra Fría, en un momento en que la fe en el capitalismo y el internacionalismo estaban en su apogeo, lo que le brindó a Bill Clinton la oportunidad de centrarse en la política interna.

### Presidencia de Bill Clinton

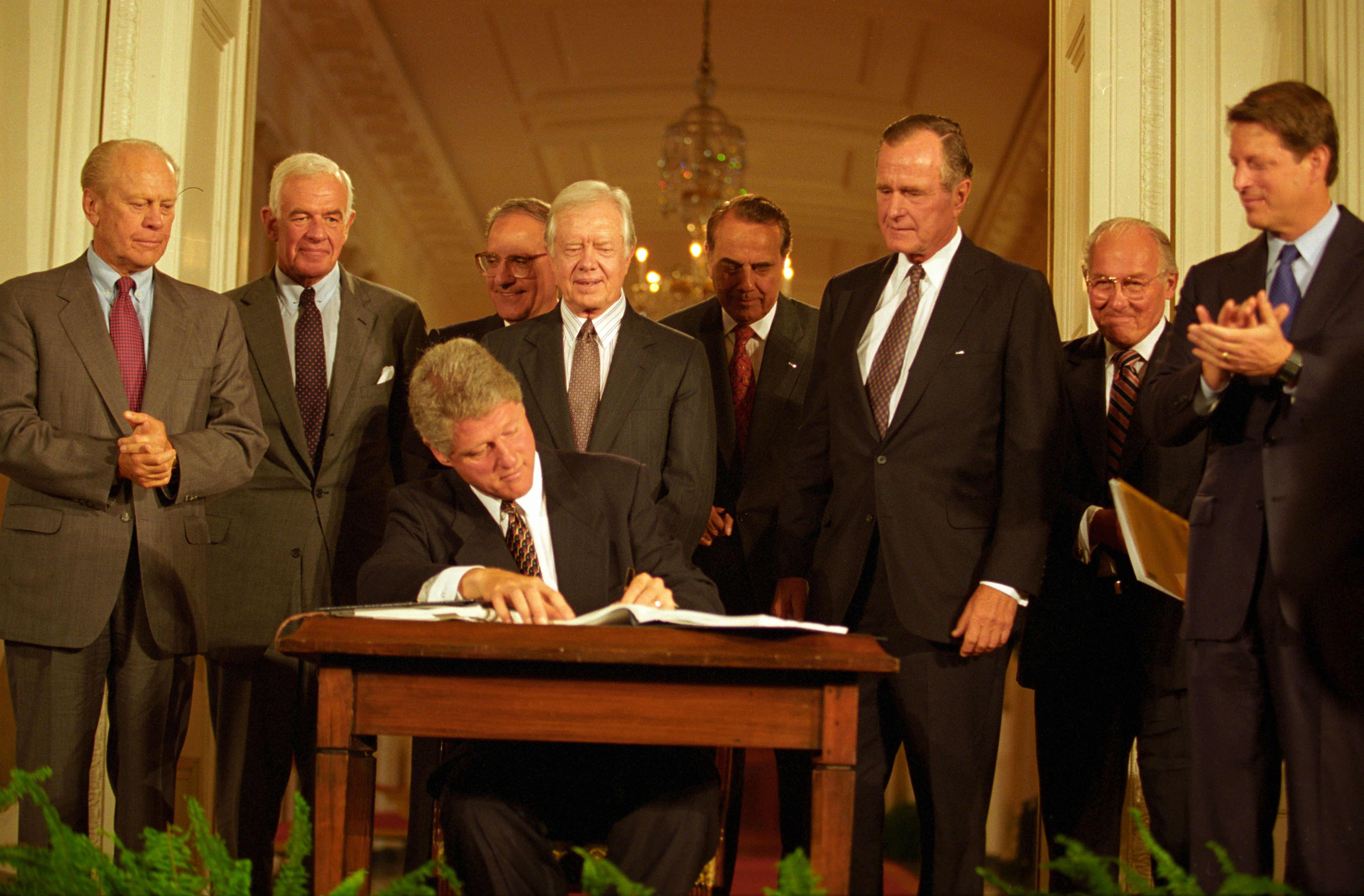
Bill Clinton en 1993 firmando los acuerdos del TLCAN

Bill Clinton se convirtió en el político demócrata más identificado con los Nuevos Demócratas debido a su promesa de reforma del sistema de bienestar social en la campaña presidencial de los Estados Unidos de 1992, su promesa de 1992 de un recorte de impuestos a la clase media y su expansión en 1993 del Crédito Tributario por Ingresos del Trabajo para los trabajadores pobres.Los éxitos de los Nuevos Demócratas bajo Clinton, respaldados por los escritos de Anthony Giddens sobre la dualidad de la estructura, mantuvieron una unidad de opuestos que se convirtió en el sello distintivo de la Tercera Vía. Los Nuevos Demócratas posteriormente adoptaron una postura alineada con la economía de la innovación y el concepto de destrucción creativa propuesto por Joseph Schumpeter, con el objetivo de sustentar su marco emergente para una economía política postindustrial.

## La segunda ola de nuevos demócratas

### Presidencia de George W. Bush
Durante la presidencia de George W. Bush, la evolución del movimiento de los nuevos demócratas o «económicamente liberal» fue dominada por socioliberales conservadores fiscales en Wall Street y Silicon Valley. Estos demócratas «centristas» cambiaron su base de la clase trabajadora del sur y del oeste y se centraron en ganarse a los republicanos moderados del noreste, medio oeste y la costa oeste quienes combinaron actitudes progresistas en materia de aborto, derechos LGBT, y ecologismo, en oposición a un «gran gobierno» y con preocupaciones sobre el déficit federal. En 2008, muchos donantes demócratas de Wall Street abandonaron a Hillary Clinton y apoyaron al entonces senador estadounidense Barack Obama para presidente.

### Presidencia de Barack Obama
El 10 de marzo de 2009, Barack Obama en un encuentro con la New Democrat Coalition, dijo que él era un «nuevo demócrata», «demócrata procrecimiento», que «apoya un libre y justo comercio», y que era «muy consciente del regreso del proteccionismo».
A lo largo de la presidencia de Obama, una actitud de «libre y justo mercado» se mostró, incluido en un informe comercial titulado The Economic Benefits of U.S Trade, que da por hecho que el libre mercado «ayuda a los países en vía de desarrollo sacar a las personas fuera de la pobreza» y «expande mercados para exportaciones estadounidenses».

## Miembros elegidos para cargos públicos

### Presidentes de Estados Unidos
1. Bill Clinton (1993-2001)
2. Barack Obama (2009-2017)

### Vicepresidentes de Estados Unidos
1. Al Gore (1993-2001)

### Senado de Estados Unidos
1. Dianne Feinstein
2. Tom Carper
3. Bill Nelson
4. Debbie Stabenow
5. Maria Cantwell
6. Kyrsten Sinema
7. Hillary Clinton

### Cámara de Representantes de Estados Unidos
1. Jim Himes
2. Pete Aguilar
3. Ami Bera
4. Don Beyer
5. Lois Capps
6. Tony Cardenas
7. André Carson
8. Joaquin Castro
9. Gerry Connolly
10. Jim Cooper
11. Joe Courtney
12. Susan Davis
13. John Delaney
14. Suzan DelBene
15. Eliot L. Engel
16. Elizabeth Esty
17. Bill Foster
18. Gwen Graham
19. Denny Heck
20. Brad Ashford
21. Derek Kilmer
22. Ron Kind
23. Ann Kirkpatrick
24. Anne Kuster
25. Rick Larsen
26. Sean Patrick Maloney
27. Gregory Meeks
28. Seth Moulton
29. Patrick Murphy
30. Scott H. Peters
31. Ed Perlmutter
32. Pedro Pierluisi
33. Mike Quigley
34. Kathleen Rice
35. Cedric Richmond
36. Loretta Sanchez
37. Adam Schiff
38. David Scott
39. Kurt Schrader
40. Debbie Wasserman Schultz
41. Terri Sewell
42. Adam Smith
43. Juan Vargas
44. Filemon Vela, Jr.
45. Norma Torres

### Gobernadores
1. Jared Polis
2. John Carney

## Ideología
Según Dylan Loewe, los Nuevos Demócratas tienden a identificarse como fiscalmente moderados a conservadores y socialmente liberales.
El columnista Michael Lind sostuvo que el neoliberalismo para los Nuevos Demócratas era la "etapa más alta" del liberalismo de izquierda. La juventud contracultural de los años 60 se volvió más conservadora en materia fiscal en los años 70 y 80, pero mantuvo su liberalismo cultural. Muchos de los principales Nuevos Demócratas, entre ellos Bill Clinton y Gary Hart, comenzaron en el ala de George McGovern del Partido Demócrata y gradualmente se movieron hacia la derecha en materia de política económica y militar.Según el historiador Walter Scheidel, en los años 70 los dos principales partidos políticos se orientaron hacia la promoción del capitalismo de libre mercado, y los republicanos se inclinaron más hacia la derecha que los demócratas hacia la izquierda. Scheidel señaló que los demócratas desempeñaron un papel importante en la desregulación financiera de los años 90.Gary Gerstle y el antropólogo Jason Hickel sostuvieron que las políticas neoliberales de la era Reagan fueron llevadas adelante por la administración Clinton, formando un nuevo consenso económico que traspasó las líneas partidarias.Según Gerstle, "a lo largo de sus dos mandatos, Clinton puede haber hecho más para liberar los mercados de la regulación de lo que incluso el propio Reagan había hecho".
El historiador Michael Kazin sostiene que las ideas fiscales y monetarias de los Nuevos Demócratas marcaron una divergencia con las variantes fiscales estadounidenses del gasto público keynesiano. La economía keynesiana apuntaba a estimular el consumo individual y grupal de bienes y servicios en un sector económico determinado, hasta que la circulación monetaria cruzara un umbral sectorial predeterminado para la contracción en el liberalismo económico. Esta iteración estadounidense del keynesianismo, junto con los déficits presupuestarios, comenzó durante la segunda mitad del Segundo New Deal y se convirtió en un sello distintivo del liberalismo de la Guerra Fría.
En cambio, la idea de Clinton de que "la era del gran gobierno ha terminado" marcó un cambio más global hacia una nueva síntesis neoclásica, que culminó en el desplazamiento del keynesianismo en la posguerra por la destrucción creativa y diversos enfoques del continuo de bienes básicos y servicios en una economía posindustrial.Las ideas monetarias de los Nuevos Demócratas se alinearon con la política monetaria fácil y la propuesta de Alan Greenspan de la administración Reagan, lo que resultó en la reelección de Alan Greenspan como presidente de la Reserva Federal por parte de Clinton. En cuanto al "capitalismo moral", Kazin favoreció las interpretaciones estadounidenses de la economía neokeynesiana en las plataformas del Caucus Progresista, aunque con una base de consumidores más diversificada.
El resurgimiento keynesiano de 2008-2009, así como el respaldo de Barack Obama en 2010 a la Regla Volcker, evidenciaron una tendencia a alejarse de este cambio del Nuevo Demócrata y de los tramos impositivos concomitantes. Durante la pandemia de COVID-19 y la "burbuja de todo", los estímulos fiscales y monetarios, así como la focalización de la política monetaria para frenar la inflación, fueron objeto de escrutinio público y académico. Los debates se centraron en si la formulación de políticas pandémicas debería considerarse únicamente como "keynesianismo COVID", con más flexibilidad en el gasto deficitario, o un avance en la tendencia conectada, pero distinta. Esto último añadiría una expansión sostenida de la autoridad reguladora financiera para abordar cualquier efecto adverso de las ganancias inesperadas, la especulación sustancial de precios y la escasez artificial en la economía estadounidense.El aumento de la inflación de 2021-2023 ha puesto en tela de juicio la eficacia del aumento del gasto y los déficits federales.

## Organizaciones

### Activos
- Blue Dog Coalition
- New Democrat Coalition
- New Democrat Network
- Third Way

### Disueltos
- Coalition for a Democratic Majority
- Democratic Leadership Council
- Moderate Dems Working Group
- Senate Centrist Coalition

## Críticas
Muchas personas que se consideran de izquierdas critican a los nuevos demócratas. La izquierda comenta que las supuestas posiciones de «centrismo ideológico» y «tercera vía» de los nuevos demócratas no son otra cosa que ideologías neoliberales y de derecha siendo renombradas como «moderadas». Noam Chomsky, en una entrevista para la BBC en 2017, sostuvo que «los demócratas abandonaron a la clase trabajadora hace 40 años».

El analista político Thomas Frank afirmó que el Partido Demócrata comenzó a representar los intereses de la clase profesional en lugar de los de la clase trabajadora.
El Consejo de Liderazgo Demócrata, la organización que produjo figuras como Bill Clinton, Al Gore, Joe Lieberman y Terry McAuliffe, lleva mucho tiempo presionando al partido para que se olvide de los votantes de cuello azul y se concentre en su lugar en reclutar profesionales adinerados de cuello blanco que sean liberales en cuestiones sociales. Los intereses más amplios que el DLC quiere cortejar desesperadamente son las corporaciones, capaces de generar contribuciones de campaña que superan con creces todo lo recaudado por los sindicatos. La forma de recolectar los votos y, lo que es más importante, el dinero de estos codiciados electorados, piensan los "nuevos demócratas", es mantenerse firme, por ejemplo, en la posición proelección mientras se hacen concesiones interminables en cuestiones económicas, en la asistencia social, el TLCAN, la seguridad social, la legislación laboral, la privatización, la desregulación y el resto.

—  Thomas Frank, What's the Matter with Kansas? (2004), pág. 243
En Listen, Liberal: Or, What Ever Happened to the Party of the People? (2016), Frank fue uno de los pocos analistas que previeron que Donald Trump podría ganar las elecciones presidenciales de Estados Unidos de 2016, atribuyéndolo a que los nuevos demócratas alienaron a los votantes de la clase trabajadora.Nate Cohn, de The New York Times, afirmó que Trump había logrado mayores avances con los votantes de minorías raciales que con los votantes blancos sin título universitario en comparación con las elecciones presidenciales estadounidenses de 2012, y que los avances del Partido Demócrata se dieron principalmente solo entre los votantes blancos con título universitario.Los demócratas también perdieron más terreno con los votantes blancos sin título universitario, lo que les costó estados cruciales del Rust Belt en las elecciones de 2024.El periodista Michael Cuenco sostiene que los nuevos demócratas han provocado que el Partido Demócrata pierda votantes sin título universitario, que constituyen la mayoría de los votantes.
Consideremos que, cuando Obama se presentó por última vez, el Medio Oeste aún era conocido como un impenetrable Muro Azul, mientras que Florida y Ohio aún eran estados con una fuerte presencia política. Cuando Bill Clinton pronunció su discurso de aceptación en 1996, los demócratas eran competitivos en amplias zonas del sur. Durante ese período, ganaron no solo Arkansas, bajo el liderazgo de Clinton, y Tennessee, bajo el liderazgo de Al Gore, sino también estados como Kentucky y Luisiana. La historia de las últimas tres décadas ha sido una de éxito político para los demócratas, que han ganado el voto popular en siete de las últimas ocho elecciones. Sin embargo, también ha sido una de reducción de los electorados y victorias pírricas, ya que el partido atrajo a profesionales con estudios universitarios a expensas de la mayoría sin estudios universitarios. En particular, se perdió a los blancos sin estudios universitarios, pero en los últimos años se les ha unido un número cada vez mayor de minorías sin estudios universitarios.
Tras las elecciones de 2024, el editor de The Nation, D. D. Guttenplan, señaló que Kamala Harris había estado "haciendo campaña de forma amistosa con los Cheney", lo que le había alejado "al menos a tantos votantes potenciales como los que había atraído".Asimismo, John Nichols observó que tanto Bernie Sanders como Shawn Fain, a pesar de las apariencias, intentaban desesperadamente persuadir a la campaña de Harris "para que volviera al populismo económico —y al claro atractivo para los votantes de clase trabajadora— que habían adoptado en Chicago (solo para abandonarlo en favor de ataques al carácter de Trump una vez que los grandes donantes intervinieron)".